# Mistrzostwa Ameryki Północnej, Środkowej i Karaibów w Piłce Siatkowej Mężczyzn 2011 (składy)
Artykuł grupuje składy wszystkich reprezentacji narodowych w piłce siatkowej, które wystąpiły w Mistrzostwach Ameryki Północnej, Środkowej i Karaibów w Piłce Siatkowej Mężczyzn 2011.
- Wiek i przynależność klubowa na dzień 29 sierpnia 2011 roku.
- Zawodnicy oznaczeni literą K to kapitanowie reprezentacji.
- Legenda:
Nr – numer zawodnika
A – atakujący
L – libero
P – przyjmujący
R – rozgrywający
Ś – środkowy
U – uniwersalny

## Kanada
Trener: Glenn Hoag
Asystent: Vincent Pichette
| Nr | Imię i nazwisko          | Data urodzenia (wiek) | Wzrost (cm) | Klub                 | Pozycja |
| -- | ------------------------ | --------------------- | ----------- | -------------------- | ------- |
| 2  | Nicholas Cundy           | 14.09.1983 (27)       | 194         | AS Cannes            | A       |
| 3  | Daniel Lewis             | 03.04.1976 (35)       | 190         | ACH Volley Bled      | L       |
| 4  | Joshua Howatson          | 07.10.1984 (26)       | 199         | Maliye Milli Piyango | R       |
| 6  | Justin Duff              | 10.05.1988 (23)       | 202         | hotVolleys Wiedeń    | Ś       |
| 8  | Adam Simac               | 09.08.1983 (28)       | 203         | ACH Volley Lublana   | Ś       |
| 9  | Dustin Schneider         | 27.02.1985 (26)       | 182         | SL Benfica           | R       |
| 10 | Toontje Van Lankvelt     | 01.07.1984 (27)       | 197         | Piemonte Volley      | P       |
| 11 | Steve Brinkman           | 12.01.1978 (33)       | 202         | Blue Rockets Tokyo   | Ś       |
| 12 | Gavin Schmitt            | 27.01.1986 (25)       | 204         | Samsung Bluepangs    | A       |
| 15 | Frederic Winters (K)     | 25.09.1982 (28)       | 195         | Jarosławicz Jarosław | P       |
| 17 | Alexandre Gaumont-Casias | 26.11.1984 (26)       | 195         | Tourcoing LM         | A       |
| 18 | John Perrin              | 17.08.1989 (22)       | 200         | Biełogorje Biełgorod | P       |

## Kostaryka
Trener: César Salas
Asystent: Álvaro Fonseca
| Nr | Imię i nazwisko   | Data urodzenia (wiek) | Wzrost (cm) | Klub       | Pozycja |
| -- | ----------------- | --------------------- | ----------- | ---------- | ------- |
| 4  | Esteban Rodríguez | 10.02.1986 (25)       | 181         | Tenis Club | R       |
| 5  | Jeffry Calderón   |                       |             |            | A       |
| 6  | Jorge White       |                       |             | San José   |         |
| 8  | Carlos Quesada    |                       |             | San José   |         |
| 9  | Rommel Fernández  |                       |             | San José   | Ś       |
| 10 | José Suárez       |                       |             | UNED       | P       |
| 11 | Richard Smith (K) | 13.12.1987 (23)       | 192         | San José   | P       |
| 12 | Luis Sánchez      | 05.12.1981 (29)       | 182         | UNED       |         |
| 13 | José Acuña        |                       |             | San José   | L       |
| 15 | Jorge Álvarez     |                       |             |            | Ś       |
| 16 | Arturo Cruz       |                       |             | San José   |         |
| 18 | José Zumbado      |                       |             | Tenis Club | P       |

## Kuba
Trener: Orlando Samuels Blackwood
Asystent: Idalberto Valdés Pedro
| Nr | Imię i nazwisko                    | Data urodzenia (wiek) | Wzrost (cm) | Klub             | Pozycja |
| -- | ---------------------------------- | --------------------- | ----------- | ---------------- | ------- |
| 1  | Wilfredo León Venero (K)           | 31.07.1993 (18)       | 201         | Santiago de Cuba | P       |
| 3  | Gustavo Leyva Álvarez              | 14.12.1985 (25)       | 180         | Ciudad Habana    | P       |
| 4  | Yassel Perdomo Naranjo             | 23.03.1993 (18)       | 201         | Santiago de Cuba | Ś       |
| 5  | Leandro Macías Infante             | 13.02.1990 (21)       | 192         | Santiago de Cuba | R       |
| 6  | Keibel Gutiérrez Torna             | 06.05.1987 (24)       | 178         | Villa Clara      | L       |
| 7  | Osmany Camejo Durruty              | 18.02.1983 (28)       | 202         | Ciudad Habana    | Ś       |
| 10 | Dennys de Jesús Hernández Martínez | 24.02.1994 (17)       | 190         | Pinar del Río    | P       |
| 12 | Henry Bell Cisnero                 | 27.07.1982 (29)       | 188         | Santiago de Cuba | P       |
| 14 | Raydel Hierrezuelo Aguirre         | 14.07.1987 (24)       | 196         | Ciudad Habana    | R       |
| 16 | Isbel Mesa Sandobal                | 02.06.1989 (22)       | 204         | Ciudad Habana    | Ś       |
| 18 | Yoandri Díaz Carmenate             | 04.01.1985 (26)       | 196         | Ciudad Habana    | R       |
| 19 | Fernando Hernández Ramos           | 11.09.1989 (21)       | 196         | Ciudad Habana    | A       |

## Meksyk
Trener: Jorge Azair
Asystent: Sergio Hernández Herrera
| Nr | Imię i nazwisko    | Data urodzenia (wiek) | Wzrost (cm) | Klub             | Pozycja |
| -- | ------------------ | --------------------- | ----------- | ---------------- | ------- |
| 2  | Edgar Herrera      | 22.01.1988 (23)       | 194         | Chihuahua        | P       |
| 6  | Samuel Córdova     | 13.03.1989 (22)       | 190         | Sonora           | Ś       |
| 7  | Iván Contreras (K) | 29.01.1974 (37)       | 198         | Tamaulipas       | A       |
| 8  | Ignacio Ramírez    | 17.09.1976 (34)       | 185         | Nayarit          | R       |
| 11 | Ismael Guerrero    | 15.03.1988 (23)       | 204         | Sinaloa          | Ś       |
| 12 | Daniel Vargas      | 01.09.1986 (24)       | 199         | UNAM             | A       |
| 13 | Marco Macías       | 12.02.1985 (26)       | 193         | Distrito Federal | P       |
| 14 | Tomas Aguilera     | 15.11.1988 (22)       | 202         | Cajasol Juvasa   | Ś       |
| 16 | Jorge Barajas      | 07.05.1991 (20)       | 188         | Colima           | R       |
| 17 | Jorge Quiñones     | 13.11.1981 (29)       | 186         | Guanajuato       | P       |
| 19 | David Medina       | 12.04.1986 (25)       |             | Chihuahua        | L       |

## Portoryko
Trener:  Carlos Cardona
Asystent: Ramón Hernández
| Nr | Imię i nazwisko      | Data urodzenia (wiek) | Wzrost (cm) | Klub                        | Pozycja |
| -- | -------------------- | --------------------- | ----------- | --------------------------- | ------- |
| 1  | José Rivera          | 02.07.1977 (33)       | 192         | Nuevos Gigantes de Carolina | P       |
| 2  | Gregory Berríos      | 24.01.1979 (32)       | 182         | Mets de Guaynabo            | L       |
| 3  | Juan Figueroa        | 03.06.1986 (24)       | 189         | Plataneros de Corozal       | P       |
| 4  | Víctor Rivera (K)    | 30.08.1976 (34)       | 195         | Mets de Guaynabo            | P       |
| 5  | Roberto Muñiz        | 11.06.1980 (20)       | 196         | Leones de Ponce             | Ś       |
| 7  | Enrique Escalante    | 06.08.1984 (26)       | 195         | Patriotas de Lares          | Ś       |
| 9  | Edgardo Goas         | 27.01.1989 (22)       | 193         | brak                        | R       |
| 13 | Jean Carlos Ortiz    | 23.02.1988 (23)       | 193         | Indios de Mayagüez          | A       |
| 14 | Fernando Morales     | 04.02.1982 (29)       | 186         | Plataneros de Corozal       | R       |
| 15 | Ezequiel Cruz Lozada | 15.07.1986 (24)       | 191         | Plataneros de Corozal       | P       |
| 16 | Sequiel Sánchez      | 24.03.1990 (21)       | 191         | brak                        | P       |
| 17 | Pedrito Sierra       | 21.07.1989 (22)       | 196         | brak                        | Ś       |

## Saint Lucia
Trener: Kendall Charlery
Asystent: Luis Oviedo
| Nr | Imię i nazwisko   | Data urodzenia (wiek) | Wzrost (cm) | Klub                     | Pozycja |
| -- | ----------------- | --------------------- | ----------- | ------------------------ | ------- |
| 1  | Joseph Clercent   | 01.05.1987 (24)       | 188         | Jetsetters Volleyball    | Ś       |
| 2  | Shane Roachford   | 12.10.1982 (28)       |             | Dig Set Point Volleyball | P       |
| 3  | Benson Tertullien | 20.04.1981 (30)       | 185         | Evolucian Volleyball     | L       |
| 4  | Amobi Armstrong   | 12.10.1984 (26)       |             | brak                     | R       |
| 6  | Dayne Williams    | 13.09.1979 (31)       | 201         | Jetsetters Volleyball    | Ś       |
| 8  | Kaji Charles      | 09.01.1983 (28)       | 192         | Le Club Volleyball       |         |
| 10 | Julian Bissette   | 17.02.1991 (20)       | 194         | Jetsetters Volleyball    | A       |
| 11 | Servin Mongroo    | 27.11.1976 (34)       | 180         | brak                     | R       |
| 12 | Jason Octave (K)  | 01.07.1980 (31)       | 198         | brak                     | P       |
| 13 | Keson Edmund      | 07.04.1987 (24)       | 185         | Jetsetters Volleyball    | P       |
| 15 | Kervin Jean       | 31.03.1979 (32)       |             | brak                     |         |
| 16 | Gillan Octave     | 07.11.1991 (19)       |             | Le Club Volleyball       |         |

## Stany Zjednoczone
Trener: Alan Knipe
Asystent: John Spreaw
| Nr | Imię i nazwisko     | Data urodzenia (wiek) | Wzrost (cm) | Klub                  | Pozycja |
| -- | ------------------- | --------------------- | ----------- | --------------------- | ------- |
| 1  | Matthew Anderson    | 18.04.1987 (24)       | 204         | Pallavolo Modena      | P       |
| 2  | Sean Rooney         | 13.11.1982 (28)       | 206         | Gabeca Pallavolo Spa  | P       |
| 3  | Evan Patak          | 23.06.1984 (27)       | 201         | Korean Air Jumbos     | A       |
| 4  | David Lee           | 08.03.1982 (29)       | 203         | Dinamo Moskwa         | Ś       |
| 5  | Richard Lambourne   | 06.05.1975 (36)       | 190         | brak                  | L       |
| 6  | Paul Lotman         | 03.11.1985 (25)       | 200         | Resovia               | P       |
| 9  | Ryan Millar         | 22.01.1978 (33)       | 204         | Lokomotiw Nowosybirsk | Ś       |
| 13 | Clayton Stanley (K) | 20.01.1978 (33)       | 205         | Ural Ufa              | A       |
| 14 | Kevin Hansen        | 19.03.1982 (29)       | 196         | Arkas Spor Izmir      | R       |
| 15 | Brian Thornton      | 22.04.1985 (26)       | 190         | Jastrzębski Węgiel    | R       |
| 16 | Jayson Jablonsky    | 23.07.1985 (26)       | 198         | Tourcoing LM          | P       |
| 17 | Maxwell Holt        | 12.03.1987 (24)       | 205         | Pallavolo Piacenza    | Ś       |

## Trynidad i Tobago
Trener: Gideon Dickson
Asystent: David Camacho
| Nr | Imię i nazwisko     | Data urodzenia (wiek) | Wzrost (cm) | Klub                               | Pozycja |
| -- | ------------------- | --------------------- | ----------- | ---------------------------------- | ------- |
| 1  | Jessel Davis        | 15.11.1982 (28)       | 205         | BIG South East Port of Spain       | Ś       |
| 3  | Ryan Mahadeo        | 24.11.1978 (32)       | 188         | Southern United Volleyball Academy | L       |
| 4  | Nolan Tash (K)      | 14.01.1977 (34)       | 193         | BIG South East Port of Spain       |         |
| 7  | Sean Morrison       | 04.10.1983 (27)       |             | Technocrats                        |         |
| 8  | Saleem Ali          | 01.04.1979 (32)       | 192         | Glamorgans                         | R       |
| 11 | Ryan Stewart        | 08.06.1990 (21)       |             | Glamorgans                         | P       |
| 12 | Simon Blake         | 12.07.1990 (21)       | 188         | Toco Youth Volleyball Academy      | P       |
| 13 | Brandon Legall      | 08.07.1993 (28)       |             | BIG South East Port of Spain       |         |
| 14 | Marc-Anthony Honoré | 06.12.1984 (26)       | 203         | Londrina Vôlei                     | Ś       |
| 15 | Abraham Eccles      | 25.02.1988 (23)       |             | Toco Youth Volleyball Academy      |         |
| 16 | Russel Peña         | 05.01.1985 (26)       |             | Toco Youth Volleyball Academy      | R       |
| 17 | Hollis Charles      | 10.01.1986 (25)       | 190         | Technocrats                        |         |